# Государственный музей художественной культуры Новгородской земли

Государственный музей художественной культуры Новгородской земли — государственное бюджетное учреждение культуры и искусства в Великом Новгороде.
Музей находится на территории Десятинного монастыря, памятника архитектуры XIV—XIX веков, и является одним из культурных центров Великого Новгорода. До 1994 года в северном корпусе Десятинного монастыря находились творческие мастерские, где работали иконописцы, мастера резьбы по дереву, живописцы, художники по керамике. В январе 1994 года здесь был открыт Областной учебно-производственный Центр художественного творчества, получивший в 2002 году статус Государственного музея художественной культуры Новгородской земли.

## История
Инициатором открытия и первым директором Музея художественной культуры Новгородской земли (1994—2008) была Гаврилова Галина Викторовна, заслуженный работник культуры Российской Федерации. Единомышленниками, пропагандирующими художественное творчество Новгородской земли, были заслуженный работник культуры Зараковская Инесса Леонидовна и заслуженный художник России Варенцов Александр Алексеевич.
В январе 1994 года был создан Областной учебно-производственный Центр художественного творчества, который открылся для посещения 12 апреля 1994 года. Основной идеей создания Центра с выставочными залами была идея объединения профессиональных творческих сил и пропаганда художественного творчества Новгородской земли.
С первого дня существования Центра художественного творчества предполагалось создание Музея. Об этом говорилось уже на открытии Центра. Велся сбор предметных и документальных материалов, собирался фонд будущего музея. Первые произведения искусства были подарены профессиональными ведущими художниками города Центру художественного творчества 8 апреля 1994 года, таким образом, заложив фундамент будущего музея. Это стало хорошей традицией при проведении персональных и групповых выставок. Уже 12 апреля 1994 года открылась первая выставка изобразительного и декоративно-прикладного искусства, где были представлены произведения 27 профессиональных новгородских художников.
За время работы Центра художественного творчества было организовано около 200 выставок произведений изобразительного и декоративно-прикладного искусства художников Великого Новгорода, области, других городов России и зарубежных стран. Благодаря творческому сотрудничеству с художниками, выставляющимися в Центре, фонды будущего музея постоянно пополнялись произведениями изобразительного, документального и предметного материала. Так постепенно в период с 1994 по 2002 год сформировалась коллекция искусства новгородских художников второй половины XX века, насчитывающая 2000 единиц хранения.
В апреле 2002 года Областной учебно-производственный Центр художественного творчества получил статус Государственного музея художественной культуры Новгородской земли.
В Государственном музее художественной культуры Новгородской земли представлены произведения искусства новгородских художников конца ХХ — начала XXI вв. В фондах музея хранится более 6500 единиц хранения, в числе которых скульптура, графика, живопись, стекло, фарфор, медальерное искусство, личные архивы художников.
В 2007 году музей был избран коллективным членом Петровской академии наук и искусств.
В 2011 году в Государственном музее художественной культуры Новгородской земли была открыта новая экспозиция «Музейный цех фарфора».
В 2012 году в Государственном музее художественной культуры Новгородской земли была открыта новая экспозиция «Культурное наследие Новгородских монастырей».
В 2016 году в Государственном музее художественной культуры Новгородской земли была открыта арт-площадка «Территория равных».

## Коллекции
Государственный музей художественной культуры Новгородской земли занимается собиранием, хранением, изучением и позиционированием современного искусства Новгородской земли. По сложившейся традиции художники и наследники ушедших из жизни художников передают музею в дар произведения искусства.
Хронология произведений в коллекции музея начинается со второй половины XIX века. В экспозиции музея представлены произведения искусства новгородских художников и мастеров декоративно-прикладного искусства конца XIX — начала XXI вв.
Живописные и графические произведения выполнены в разных техниках — акварель, пастель, офорт, карандашный рисунок, линогравюра, масляная живопись, темпера и т. д. Декоративно-прикладное искусство представлено произведениями из стекла и фарфора, в которых художники продолжают традиции крупнейших на северо-западе заводов семьи Кузнецовых — «кузнецовские заводы» начала XX века, текстиль — батик и гобелен. Скульптурные произведения — бюсты, статуэтки, скульптурные композиции. Это произведения разного художественного достоинства, но они в достаточной мере отражают процессы, происходившие в отечественном искусстве прошлого столетия.

## Выставочные проекты
Государственный музей художественной культуры Новгородской земли — это живопись, графика, скульптура, современное декоративно-прикладное искусство — все грани изобразительного искусства в одном месте. В выставочных залах одновременно работают от 2 до 5 экспозиций и проектов.

## Постоянные экспозиции

### Культурное наследие Новгородских монастырей
Проект «Культурное наследие Новгородских монастырей» реализован Государственным музеем художественной культуры Новгородской земли в 2012 году в рамках Программы ОАО «Северсталь» по поддержке деятельности музеев изобразительного искусства «Музеи Русского Севера». Организационный партнер CAF Россия.
16 февраля 2012 года в залах Государственного музея художественной культуры Новгородской земли состоялось открытие новой экспозиции «Культурное наследие Новгородских монастырей».
Экспозиция «Культурное наследие Новгородских монастырей» впервые объединила в одном выставочном пространстве культурное наследие 25 новгородских монастырей с сохранившимися и воссозданными постройками. Экспозиция знакомит посетителей с историей и культурой Новгородской Земли, позволяя совершить виртуальное путешествие. Художественная часть экспозиции включает современные произведения живописи, графики из фондов музея, дополняя раздел современного искусства севера периода 1970-х — 2000-х гг. Интерактивный путеводитель по каждому архитектурному памятнику представлен в фотографиях, документах из архива, текстовых материалах и на электронном носителе. Экспозиция дополнена видеоматериалами. В основу экспозиции положена монография Л. А. Секретарь «Монастыри Великого Новгорода и окрестностей».

### Музейный цех фарфора
В 2010—2011 годах в рамках проекта «Синий кобальт уходит в музей» в музее была создана экспозиция «Музейный цех фарфора». Проект стал победителем VII грантового конкурса «Меняющийся музей в меняющемся мире». Экспозиция посвящена историческому прошлому новгородского фарфора. Открытие состоялось 17 марта 2011 года.
В экспозиции представлена история распространения фарфора по всему миру. Благодаря сенсорному киоску можно познакомиться с историей фарфорового производства в России (Дмитрий Виноградов), Китае, Германии, Италии, Франции.

## Издательская деятельность
Кузьмина Н. Н., Филиппова Л. А. Десятинный монастырь в Великом Новгороде. — Великий Новгород, 2009. — 68 с.
Афанасьева Е. А., Гусева О. В. Музейный цех фарфора. — Великий Новгород, 2011. — 34 с.
Буклет «Государственный музей художественной культуры Новгородской земли».

## МКЦ — структурное подразделение ГБУКИ
К началу июня 2019 года проект «Реставрация Путевого дворца в д. Коростынь Шимского района Новгородской области» был завершён. С 2017 года он реализовывался в рамках проекта Министерства культуры РФ «Сохранение и использование культурного наследия в России» при поддержке Международного банка реконструкции и развития. Музей был открыт как новый туристический объект 3 октября 2019 года. Здесь расположилось структурное подразделение ГБУКИ Музейно-культурный центр (МКЦ).
В МКЦ расположены две экспозиции:
- «от Девонского периода до наших дней» — экспозиция расположена на первом этаже здания Путевого дворца — памятника архитектуры XIX в. В экспозиции показана история деревни Коростынь, постройки Успенской церкви и Путевого дворца.
- В выставочном пространстве Музейно-культурного центра можно познакомиться с глиняной игрушкой из коллекции Государственного музея художественной культуры новгородской земли.

### Выставки
- В Музейно-культурном центре ГБУКИ «Государственный музей художественной культуры Новгородской земли» работает цифровая выставка по итогам пленэра «#ВСЕВКОРОСТЫНЬ»
- На территории Музейно-культурного центра ГБУКИ «Государственный музей художественной культуры Новгородской земли» работает выставка по итогам арт — десанта «#ABSTRACTPLENER».
- C 16 декабря 2020 года по 31 января 2021 года в Музейно-культурном центре ГБУКИ «Государственный музей художественной культуры Новгородской земли» была представлена персональная выставка «Край души моей» члена молодёжной секции Новгородского регионального отделения ВТОО «Союз художников России» Юлианы Сепп.
- С 6 августа 2021 года по 29 мая 2022 года в залах Музейно-культурного центра ГБУКИ «Государственный музей художественной культуры Новгородской земли» представлена персональная выставка «Тканая мозаика» Заслуженного художника России Надежды Викторовны Дзюба.
- С 27 августа 2021 года по 29 мая 2022 года в залах Музейно-культурного центра ГБУКИ «Государственный музей художественной культуры Новгородской земли» представлена выставка «Елена Чепель и ученики».